# Recopa d'Europa de futbol 1977-78
La Recopa d'Europa de futbol 1977-78 fou la divuitena edició de la Recopa d'Europa de futbol. La final fou guanyada pel RSC Anderlecht a la final davant de l'FK Austria Wien.

## Ronda preliminar
| Equip 1    | Global | Equip 2        | Anada | Tornada |
| ---------- | ------ | -------------- | ----- | ------- |
| Rangers FC | 3-2    | BSC Young Boys | 1-0   | 2-2     |

## Primera ronda
| Equip 1             | Global | Equip 2                  | Anada | Tornada |
| ------------------- | ------ | ------------------------ | ----- | ------- |
| Progrès Niedercorn  | 0-10   | Vejle Boldklub           | 0-1   | 0-9     |
| PAOK FC             | 4-0    | Zagłębie Sosnowiec       | 2-0   | 2-0     |
| Rangers FC          | 0-3    | FC Twente                | 0-0   | 0-3     |
| SK Brann            | 5-0    | ÍA Akranes               | 1-0   | 4-0     |
| 1. FC Köln          | 2-3    | FC Porto                 | 2-2   | 0-1     |
| AS Saint-Étienne    | 1-3    | Manchester United        | 1-1   | 0-2     |
| Hamburger SV        | 13-3   | Lahden Reipas            | 8-1   | 5-2     |
| PFC Lokomotiv Sofia | 1-8    | RSC Anderlecht           | 1-6   | 0-2     |
| Coleraine FC        | 3-6    | 1. FC Lokomotive Leipzig | 1-4   | 2-2     |
| Real Betis          | 3-2    | AC Milan                 | 2-0   | 1-2     |
| Valletta FC         | 0-7    | FC Dynamo Moscou         | 0-2   | 0-5     |
| Olympiakos Nicosia  | 1-8    | FC Universitatea Craiova | 1-6   | 0-2     |
| Cardiff City        | 0-1    | FK Austria Wien          | 0-0   | 0-1     |
| Lokomotiva Kosice   | 2(c)-2 | Östers IF                | 0-0   | 2-2     |
| Beşiktaş JK         | 2-5    | Diósgyőri VTK Miskolc    | 2-0   | 0-5     |
| Dundalk FC          | 1-4    | Hajduk Split             | 1-0   | 0-4     |

## Segona ronda
| Equip 1                  | Global | Equip 2                  | Anada | Tornada |
| ------------------------ | ------ | ------------------------ | ----- | ------- |
| Vejle Boldklub           | 4-2    | PAOK FC                  | 3-0   | 1-2     |
| FC Twente                | 4-1    | SK Brann                 | 2-0   | 2-1     |
| FC Porto                 | 6-5    | Manchester United        | 4-0   | 2-5     |
| Hamburger SV             | 2-3    | RSC Anderlecht           | 1-2   | 1-1     |
| 1. FC Lokomotive Leipzig | 2-3    | Real Betis               | 1-1   | 1-2     |
| FC Dynamo Moscou         | 2(p)-2 | FC Universitatea Craiova | 2-0   | 0-2(pr) |
| FK Austria Wien          | 1(c)-1 | Lokomotiva Kosice        | 0-0   | 1-1     |
| Diósgyőri VTK Miskolc    | 3-3(p) | Hajduk Split             | 2-1   | 1-2(pr) |

## Quarts de final
| Equip 1         | Global | Equip 2          | Anada | Tornada |
| --------------- | ------ | ---------------- | ----- | ------- |
| Vejle Boldklub  | 0-7    | FC Twente        | 0-3   | 0-4     |
| FC Porto        | 1-3    | RSC Anderlecht   | 1-0   | 0-3     |
| Real Betis      | 0-3    | FC Dynamo Moscou | 0-0   | 0-3     |
| FK Austria Wien | 2(p)-2 | Hajduk Split     | 1-1   | 1-1(pr) |

## Semifinals
| Equip 1          | Global | Equip 2         | Anada | Tornada |
| ---------------- | ------ | --------------- | ----- | ------- |
| FC Twente        | 0-3    | RSC Anderlecht  | 0-1   | 0-2     |
| FC Dynamo Moscou | 3-3(p) | FK Austria Wien | 2-1   | 1-2(pr) |

## Final
L'Anderlecht arribà per tercera temporada consecutiva a la final de la Recopa d'Europa i aconseguí el seu segon títol, amb el qual confirmà la seva fama com un dels equips més forts del continent. Malgrat les esperances dipositades en el migcampista austríac Herbert Prohaska, l'Anderlecht va ser clarament superior al seu rival.
| RSC Anderlecht                          | 4 – 0 | Austria Wien |
| --------------------------------------- | ----- | ------------ |
| Rensenbrink 13' 44' · Van Binst 45' 82' |       |              |

| Guanyador de la Recopa d'Europa 1977-78 |
| --------------------------------------- |
| RSC Anderlecht Segon títol              |